# 特羅斯季亞涅齊 (斯里布涅區)
50°39′42″N 32°51′29″E / 50.66167°N 32.85806°E
特羅斯季亞涅齊（烏克蘭語：Тростянець），是烏克蘭北部的村莊，隸屬切爾尼希夫州的普里盧基區。該村始建於1600年，面積0.36平方公里，海拔高度164米，2001年人口38。